# Université Harvard
« Harvard » redirige ici. Pour les autres significations, voir Harvard (homonymie).
L'université Harvard (en anglais : Harvard University), ou plus simplement Harvard, est une université privée américaine située à Cambridge, ville de l'agglomération de Boston, dans le Massachusetts. Fondée le 8 septembre 1636, c'est le plus ancien établissement d'enseignement supérieur des États-Unis,.
C'est l'une des institutions les plus prestigieuses au monde, en raison de son histoire, de son influence, de sa richesse et de sa réputation,,,,,. Le taux d'admission était de 3,6 % en 2024. Harvard apparaît comme la première université du monde dans de nombreux classements, dont celui de Shanghai,.
Elle fait partie de l'Ivy League, regroupement informel de huit universités d'élite de la côte Est des États-Unis. Le corps enseignant compte 2 497 professeurs, pour les 6 715 étudiants de premier cycle (undergraduate, en anglais) et les 12 424 étudiants de cycle supérieur (graduate en anglais). 132 nationalités étaient représentées en 2004.
Y ont enseigné ou étudié 160 prix Nobel, 18 médaillés Fields, 14 prix Turing, 10 récompensés aux Oscars, 48 Prix Pulitzer et 108 médailles olympiques (dont 46 médailles d'or),, 8 présidents américains, 30 dirigeants mondiaux, 188 milliardaires vivants, 369 boursiers Rhodes et 252 boursiers Marshall,,.

## Histoire

### Harvard à l’époque coloniale

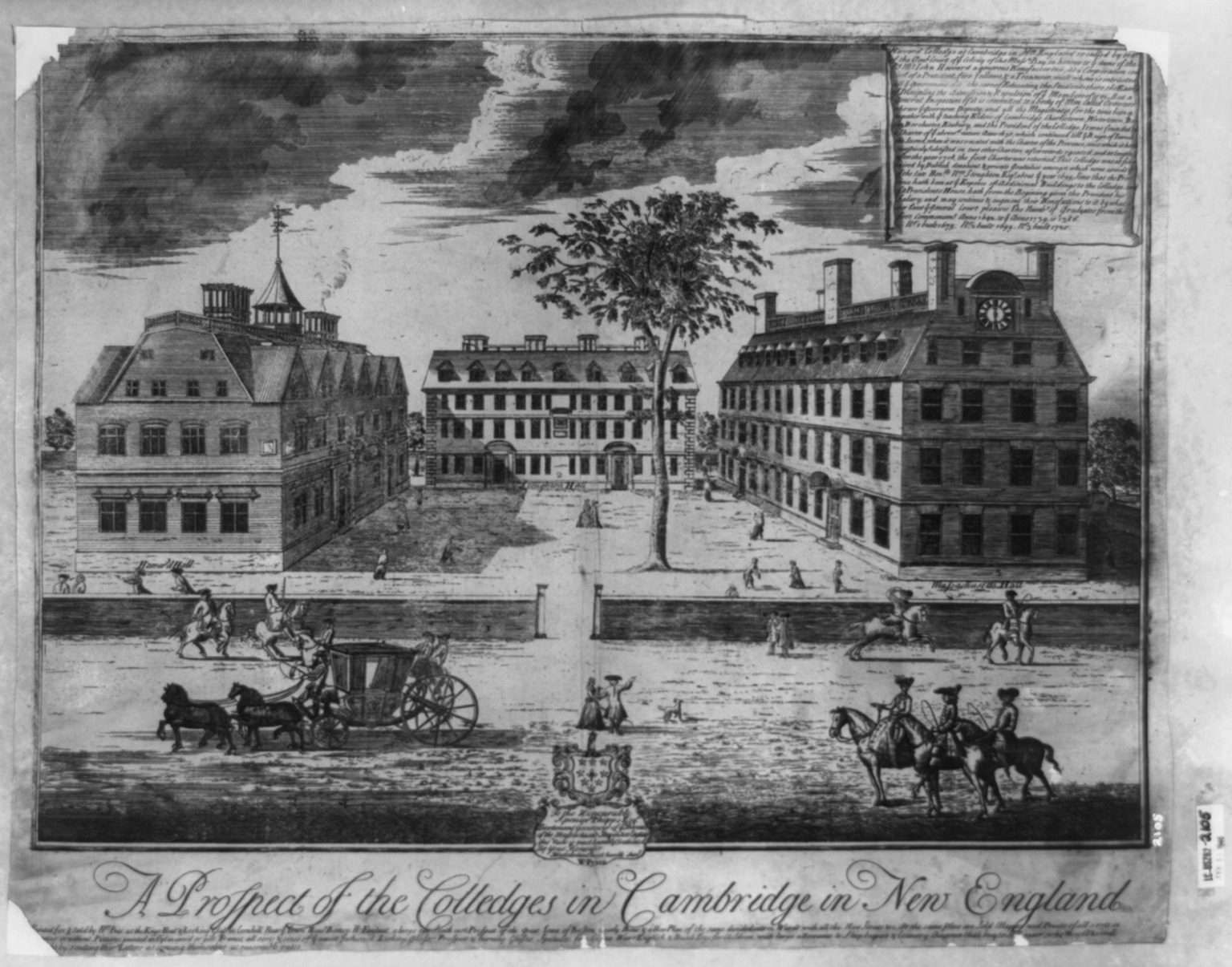
Harvard au XVIIIe siècle.

Le vrai College, tel que nous le connaissons aujourd'hui, a été fondé en 1636 par un vote de l'assemblée générale de la colonie de la baie du Massachusetts (Massachusetts Bay Colony). En 1639, il fut baptisé « Harvard » en hommage à John Harvard, de Charlestown, jeune pasteur puritain qui avait légué sa bibliothèque et la moitié de ses biens à la jeune institution en 1638. Ce legs constitue le fonds originel de la Bibliothèque de Harvard. À ses débuts, l'établissement ne comptait que neuf étudiants et un professeur, Nathaniel Eaton . L'enseignement, proche de celui dispensé en Angleterre, était cependant influencé par le puritanisme des premiers colons de la Nouvelle-Angleterre. Harvard formait à cette époque de nombreux pasteurs. La première bourse d'études fut créée en 1643. L’Institution connut en 1766 ce qui est considéré comme la première grève étudiante du pays. 
La dénomination « Université » ne date que de 1780.

### Développement auXIXesiècle

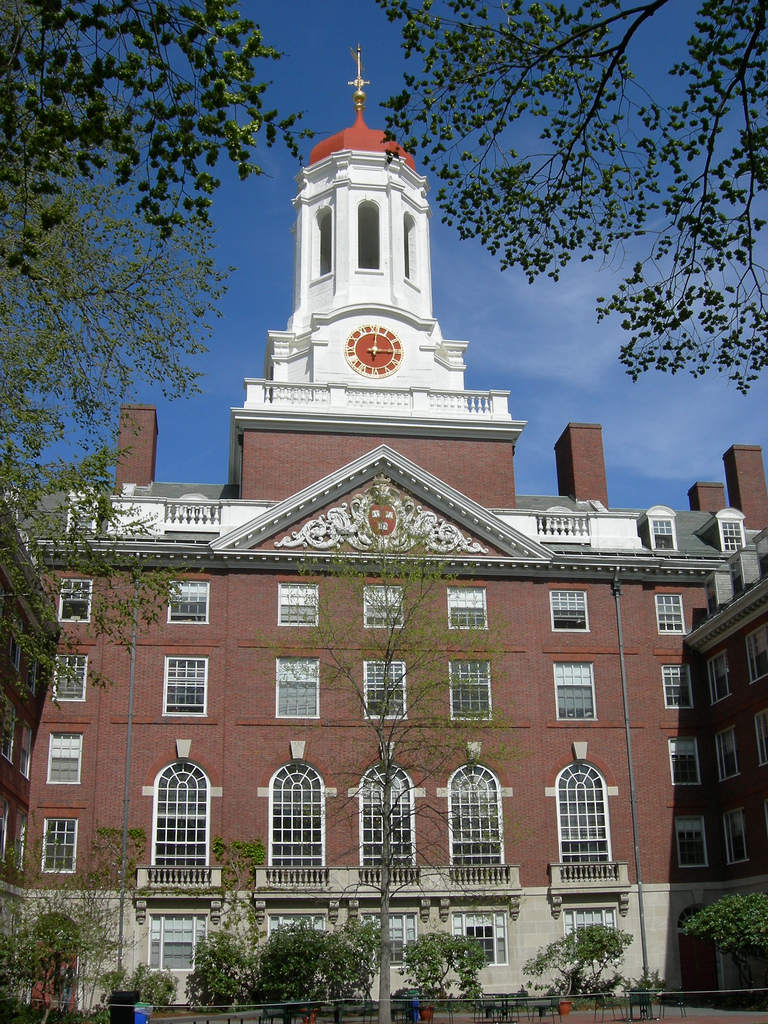
Dunster House, Harvard.

Au XIXe siècle, l'université se développe et ses cours se diversifient. Elle attire des professeurs renommés tels que les poètes Henry Longfellow (1807-1882) et James Russell Lowell (1819-1891), les philosophes William James (1842-1910), George Santayana (1863-1952) et le savant Louis Agassiz (1807-1873). C'est sous la présidence de Charles W. Eliot (en) (1869 à 1909) que Harvard devient un établissement moderne : les écoles de commerce, de médecine dentaire, et d'arts et sciences sont fondées. L'université s'ouvre aux femmes avec la création de la Harvard Annex en 1879, qui deviendra Radcliffe College en 1894. Enfin, le nombre d'étudiants est multiplié par trois au cours du siècle.

### Histoire de Harvard auXXesiècle
Sous la présidence d'Abbott Lawrence Lowell (1909-1933), Harvard est dotée d'un système de tutorat. Le campus est agrandi grâce au « House Plan » qui prévoit la construction de douze résidences universitaires, chacune ayant un réfectoire et une bibliothèque. Chaque maison étudiante propose des activités culturelles, sociales et sportives. Depuis 1933, une association de l’université Harvard, The Loeb Classical Library Foundation, assure la direction éditoriale de la principale collection de classiques bilingues grecs et latins de langue anglaise.
C'est à Harvard le 5 juin 1947, que le secrétaire d'État George Marshall a prononcé son fameux discours lançant le Programme de rétablissement européen (European Recovery Program ou ERP), connu en France sous le nom de « plan Marshall ».

### XXIesiècle
Le 5 décembre 2023, l'audition au Congrès de la présidente de Harvard, Claudine Gay, devant les membres de la commission de l’éducation de la Chambre des représentants, suscite une vive polémique. En cause : la vision de Claudine Gay et de deux autres présidentes de grandes universités sur l’antisémitisme sur leur campus. À la question de savoir si le fait d’appeler au « génocide des Juifs », assimilant comme tel les appels à l’« Intifada » de certains étudiants, pouvait violer le règlement intérieur d’Harvard, la présidente de Harvard répond « selon le contexte »,.
En avril 2025, le gouvernement de Donald Trump gèle 2,2 milliards de subventions à Havard suite au refus de cette dernière d'accepter certaines exigences de cette administration, sur l'admission de ses étudiants (notamment sur les étudiants étrangers et sur la question de la discrimination positive), la question de l'antisémitisme ou alors une centralisation des pouvoirs de ses facultés. En mai 2025, Kristi Noem, la secrétaire à la Sécurité intérieure des États-Unis, annonce mettre fin à l'obtention des visas, plus précisément les visas Student and Exchange Visitor, pour les étudiants étrangers inscrits à Harvard, leur interdisant de facto d'étudier à Harvard. Cela concernerait près de 6 700 étudiants , soit près de 27 % des étudiants d'Harvard. Cette décision fait l'objet de plusieurs recours en justice où elle est suspendue.

## Facultés

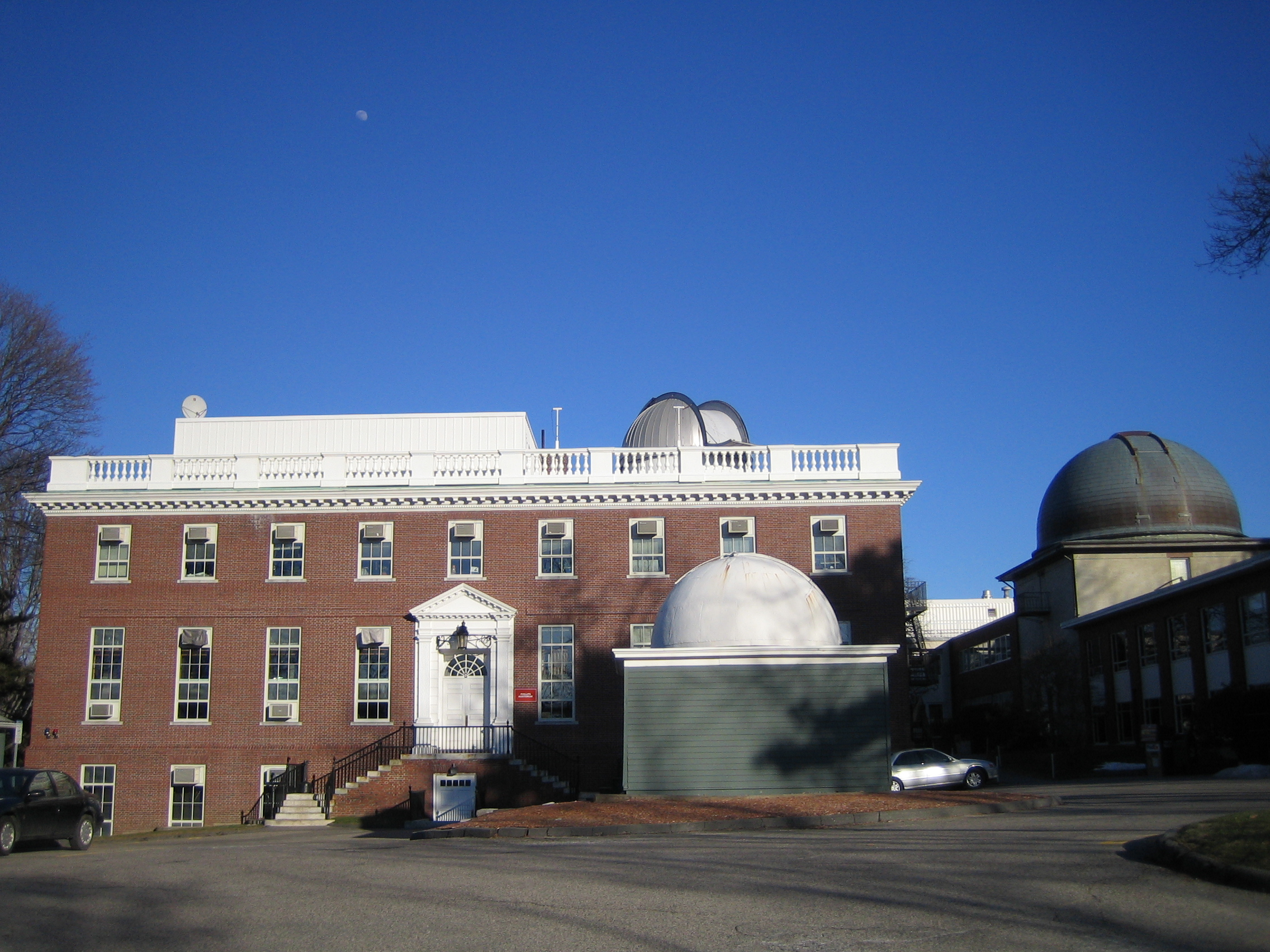
Centre d'astrophysique de Harvard.

Harvard comprend aujourd'hui neuf facultés (« faculties »), dont la liste est la suivante (dans l'ordre de leur création) :
- la Harvard Faculty of Arts and Sciences (FAS)[30] et sa section, la Harvard Division of Engineering and Applied Sciences[31], qui constituent ensemble :
  - le Harvard College[32], premier cycle d'études (« undergraduate ») (1636) ;
  - la Harvard Graduate School of Arts and Sciences[33] (1872) ;
  - la Harvard Division of Continuing Education[34], comprenant la Harvard Extension School[35] et la Harvard Summer School[36] ;
- la Faculty of Medicine, comprenant la Harvard Medical School (1782) et la Harvard School of Dental Medicine[37] (1867), la première école d'odontologie des États-Unis[réf. nécessaire] ;
- la Harvard Divinity School[38] (1816) ;
- la Harvard Law School (1817) (droit) ;
- la Harvard Business School (1908) (école de commerce) ;
- la Graduate School of Design[39] (1914) ;
- la Harvard Graduate School of Education[40] (1920) ;
- la Harvard School of Public Health[41] (1922) ;
- la John F. Kennedy School of Government ou Harvard Kennedy School of Government[42] (1936).

## Organisation et administration

### Admissions et cursus
En 2007, 23 000 étudiants passent un diplôme à Harvard. En 2003, 8,3 % des étudiants « undergraduates » étaient étrangers et 66 % venaient d'établissement d'enseignement secondaire publics.
L'université emploie 14 000 personnes dont 2 000 enseignants.
L'université favorise dans sa politique d'admission les candidats dont l'un des parents a lui-même effectué ses études dans l'établissement. Selon une enquête réalisée en 2017 par Crimson d'Harvard , 29 % des étudiants de première année sont des enfants d'anciens élèves de Harvard. On évalue plus généralement le taux d’enfants d’anciens diplômés entre 10 et 25 %. Cette politique de favoritisme a pour conséquence, selon Jean-François Amadieu, que « 75 % de ces étudiants (enfants de donateurs, enfants du personnel, athlètes et enfants d’anciens d’Harvard) n’auraient jamais intégré l’université d’Harvard sans ces gros coups de pouce au vu de leurs compétences. »
En 2017, plus de 50 % des étudiants de l’université Harvard appartiennent aux 10 % des familles les plus fortunées des États-Unis.

### Budget et financement
En 2009, les revenus s'élevaient à 3,8 milliards de dollars environ, le budget étant en équilibre.
Les recettes proviennent de différentes sources. Le revenu des placements vient en première place avec plus de 40 % du total. Ceux-ci proviennent essentiellement de la dotation, capital placé et géré pour le compte de l'université. Sa valeur était estimée à 26 milliards de dollars en juin 2009, ce qui en fait l'université la plus riche du monde devant Yale. La facturation des cours aux étudiants représente environ 18 % du revenu, et les subventions fédérales, en particulier celles du National Institutes of Health, 15 %. D'autres subventions et dons contribuent également au budget. Les dons provenant d'anciens étudiants peuvent porter sur des montants importants (ainsi, pour l'année 2005, la Harvard Business School a récolté quelque 579 millions de dollars). Lors d'un appel aux dons en 1999, l'université avait réuni 2,6 milliards de dollars, en 2013 elle mène une autre levée de fonds et espère réunir 6,5 milliards de dollars.
La dotation de Harvard, comme celui des autres grandes universités privées américaines, est en grande partie placée sur les marchés financiers. Un peu moins de la moitié est investie en actions et le reste dans des produits divers. Sa valeur peut fluctuer de manière considérable. Selon les chiffres de l'université, sa croissance réelle moyenne annuelle a été de 6,7 % par an entre 1974 et juin 2006, date à laquelle il s'élevait à 26 milliards de dollars. Deux ans plus tard, il atteignait 39,2 milliards. En juin 2009, toutefois, le montant retombait à 26 milliards du fait d'une crise boursière.
En 2025, les subventions fédérales représentent 11 % des revenus d’Harvard sur un budget annuel de 6,4 milliards de dollar. En avril 2025, le gouvernement américain annonce le gel de 2,2 milliards de dollars de subventions à l’université, accusée d'avoir laisser prospérer l’antisémitisme et les discriminations raciales sous couvert de programmes visant à favoriser "la diversité" et de refuser des changements dans les programmes alimentant le harcèlement antisémite. Le président de l’université, Alan Garber, déclare en réponse qu’Harvard « n’abdiquera pas son indépendance ni ses droits garantis par la Constitution ».

#### Coût des études
Les frais de scolarité sont comparables à ceux des autres grandes universités américaines. Ils dépendent de la formation choisie ainsi que du niveau d'études et de divers autres critères. Par exemple, en 2009-2010, les doctorants de la faculté des arts et des sciences paient environ 34 000 dollars s'ils sont dans leur première ou deuxième année, mais 9 000 dollars s'ils sont en troisième ou quatrième année. Il existe différents types de bourses et d'aides.
L'année universitaire coûte 50 723 $ (avec l'hébergement sur le campus — obligatoire la première année —, etc.). 70 % des étudiants reçoivent une forme d'aide, environ 60 % bénéficient d'une bourse, l'admission est basée sur les résultats des élèves et ne tient pas compte des ressources des étudiants, des solutions de financement sont trouvées pour tous les élèves admis.

### Scientométrie
Elle est 6e du classement Times Higher Education en 2018. Elle arrive en tête du classement de Shanghai établi par des chercheurs de l'université Jiao-tong de Shanghai.
L'université Harvard est l'un des établissements qui publie le plus grand nombre d'articles dans la revue Nature avec le CNRS (182 articles).
Le MBA de la Harvard Business School fait partie des plus réputés du monde :
| Palmarès MBA           | Palmarès MBA | Palmarès MBA |
| Nom                    | Monde        | National     |
| ---------------------- | ------------ | ------------ |
| QS (2020)              | 5            | 4            |
| The Economist (2019)   | 2            | 2            |
| Financial Times (2020) | 1            | 1            |
| DAUR rankings (2020)   | 1            | 1            |

### Cours en ligne
Harvard a été l'un des pionniers dans la création des MOOCS (cours accessibles en ligne au plus grand nombre). L'université cherche en effet à rendre le savoir accessible à tous, consciente que les coûts d'études sont quelque peu prohibitifs. C'est ainsi que son cours d'informatique CS50 « Introduction to computer science », dispensé par David J. Malan, est devenu le cours le plus suivi du web sur la plateforme EdX.

### Politique de discrimination positive
Harvard a adopté un programme de discrimination positive censées promouvoir la diversité ethno-raciale principalement au bénéfice des noirs et des Hispaniques au sein de l'université. En 2014, une ONG attaque Harvard ainsi que les universités de Caroline du Nord, les accusant de discriminer les étudiants asiatiques au profit des étudiants des autres groupes ethniques à travers ces pratiques d’« affirmative action »,,.
Ainsi, en 2018, pour un examen d'entrée en mathématiques à Harvard, les Blancs ne bénéficient ni de bonus ni de malus, les Asiatiques qui selon l'université réussissent mieux dans cette matière, sont pénalisés par un handicap de moins 140 points, les Hispaniques à l'inverse jouissent d'un bonus de 130 points et les Afro-Américains d'un bonus de 310 points.
Pour sa défense, l'université a été obligée de communiquer des données inédites sur ses recrutements. Les données transmises montrent que non seulement les étudiants asiatiques seraient victimes de discrimination bien que leurs scores académiques soient nettement meilleurs, mais surtout que la procédure de recrutement favoriserait les enfants en raison de l’origine sociale.
Pour le département de la justice, Harvard semble pratiquer des quotas de manière officieuse, notamment par ses évaluations subjectives de la personnalité (personnal rating). Il montre notamment le personnal rating des Asiatiques est chaque année inférieur à celui des Blancs et les pourcentages par groupes ethno-raciaux stables. Dans le passé, Harvard a déjà été accusée d’utiliser des appréciations relatives à la personnalité afin de baisser drastiquement les admissions d’étudiants de qualité mais jugés trop nombreux. Dans les années 1920 et 1930, ce sont les candidats juifs qui en étaient victimes.
En juin 2023, la Cour suprême des États-Unis bannit la discrimination positive à l'université. Sont notamment concernées Harvard et l'université de Caroline du Nord,. En 2024, les admissions d'étudiants noirs diminuent après l'interdiction de la discrimination positive. C'est le cas notamment d'Harvard, où la nouvelle promotion compte moins d'Afro-Américains et un contingent stable et élevé d'Asiatiques. En revanche, les Hispaniques, considérés comme faisant partie d'une autre communauté socialement défavorisée, progressent de deux points à 16 %.

### Discrimination positive en faveur des athlètes
Harvard pratique aussi une discrimination positive en faveur des athlètes, selon l'argument que ceux-ci aideraient à développer le sens de la communauté sur le campus. Les sportifs, qui représentent 10 % des étudiants, ont des scores aux tests inférieurs aux autres et n'auraient pu être admis dans cette université sans être des athlètes. Ils ont ainsi 14 fois plus de chances d’être admis (86 % de chances contre 5,5 % pour le candidat de base). 
Tous les candidats à Harvard sont classés sur une échelle de un à six en fonction de leurs qualifications académiques. The Atlantic précise en 2018, que les athlètes qui ont obtenu un score de quatre ont été acceptés à un taux d'environ 70 %. Or, le taux d'admission des non-athlètes avec le même score est de 0,076 %, soit près de 1 000 fois moins. Selon The Atlantic, cette discrimination positive en faveur des athlètes joue beaucoup plus en faveur des Blancs que des « minorités raciales ».
Néanmoins, il semble que le recrutement des « athlètes » fonctionne comme un « discret mécanisme de reproduction sociale ». Les athlètes blancs admis sont 3,2 % à être économiquement désavantagés en comparaison des admis ordinaires qui le sont pour 14,6 %.

## Infrastructure

### Bibliothèques et culture

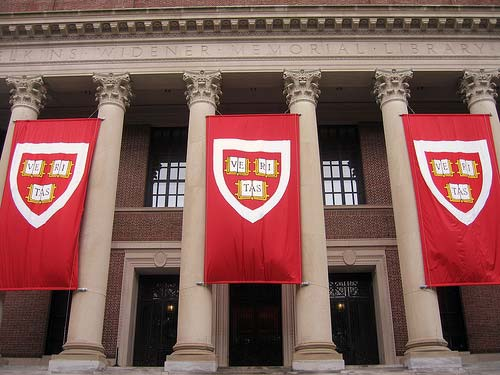
La bibliothèque Widener aux couleurs de l'université.

Le réseau des bibliothèques de l'université (Harvard University Library System) compte plus de 90 bibliothèques dont la principale est la bibliothèque Widener sur Harvard Yard, qui compte plus de 15 millions d'ouvrages,. Elle est considérée comme la quatrième plus importante du monde derrière la bibliothèque du Congrès à Washington, la British Library et la Bibliothèque nationale de France. Harvard possède la plus importante bibliothèque universitaire du monde. Cette place est néanmoins contestée par l'université de Californie, dont les bibliothèques de tous les campus rassemblent 34 millions de volumes.
Les bibliothèques de Harvard conservent aussi des livres rares, des documents d'archive et des manuscrits anciens. La bibliothèque Baker possède des documents du XVe siècle. Des cartes anciennes et deux globes de Mercator datant du XVIe siècle sont exposés à la bibliothèque du Harvard College. Les collections de la bibliothèque Harvard-Yenching comprennent plus d'un million de documents concernant l'Asie, dont 659 000 en chinois et 296 000 en japonais.
Harvard possède également plusieurs musées et centres d'exposition. Les trois principaux musées emploient 275 salariés, abritent 150 000 œuvres et fonctionnent avec un budget annuel total de 21 millions de dollars.

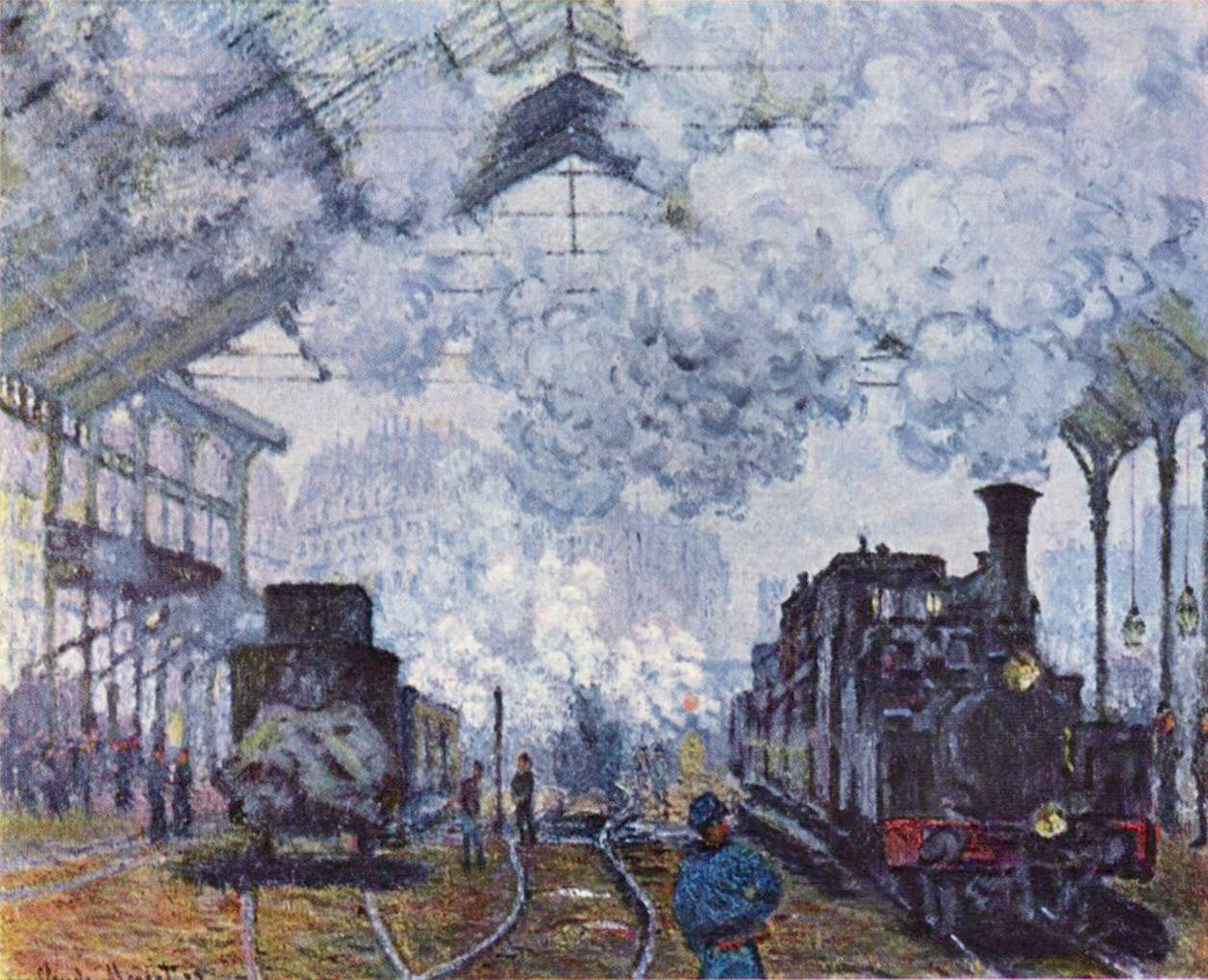
Claude Monet, Gare Saint-Lazare, arrivée d'un train, 1877, conservé au Fogg Art Museum de Harvard.

- Les musées de Harvard (Harvard Art Museums), comprennent :
  - le Fogg Museum of Art, fondé en 1895, expose des œuvres d'art occidental du Moyen Âge à nos jours. Les collections sont particulièrement riches dans les domaines de la première Renaissance italienne, des pré-raphaëlites et du XIXe siècle français. La collection impressionniste est composée de plusieurs toiles de Claude Monet, Auguste Renoir (Portrait de Victor Chocquet), Édouard Manet (Emmanuel Chabrier), Alfred Sisley. Des œuvres de Nicolas Poussin, Auguste Rodin, Paul Gauguin, Pablo Picasso sont également exposées.

En 1952, l'écrivain et éditeur français André Fraigneau admire dans la réserve du musée un autoportrait de Géricault à 18 ans, La Sirène et le Plongeur de Burne-Jones, la Beata Beatrix de Rossetti,
- - le musée Busch-Reisinger, anciennement appelé Germanic Museum, propose aux visiteurs des œuvres d'Europe centrale et du Nord. Les collections de peintures, sculptures, porcelaines, vont du Moyen Âge à nos jours[79],
  - le Arthur M. Sackler Museum of Art (en), se consacre aux arts asiatiques et islamiques. La collection des antiquités comprend 24 000 objets allant des vases grecs aux monnaies byzantines, en passant par des sculptures[80] ;
- le Peabody Museum of Archaeology and Ethnology, est spécialisé dans l'histoire culturelle et les civilisations occidentales, précolombiennes, africaines, asiatiques et océaniennes. Les plus anciens objets datent de la Préhistoire ;
- le Semitic Museum conserve 40 000 objets des anciennes civilisations du Proche-Orient (Chypre, Mésopotamie, Palestine, Égypte[81], etc.) ;
- le Harvard Museum of Natural History (en) se compose :
  - du Harvard University Herbaria (en) le huitième herbier du monde avec plus de cinq millions de spécimens[82],
  - du muséum de zoologie comparée qui présente des fossiles de dinosaures (Triceratops, Kronosaurus, etc.) et des animaux naturalisés ; plus d'un million de fossiles d'invertébrés[83] et 90 000 de vertébrés[84],
  - du Harvard Mineralogical Museum (en) qui possède des pierres précieuses, des météorites, etc.

L'American Repertory Theatre dispose d'un budget annuel de 8 millions de dollars et possède deux salles de spectacles pour un total de 700 places. Harvard compte plusieurs troupes amateurs : 19 en danse, 16 en théâtre et 5 orchestres symphoniques. Chaque année, 450 concerts et 70 pièces de théâtre sont joués sur le campus.
La maison d'éditions de Harvard publie chaque année quelque 130 livres. Fondées en 1913, les Presses universitaires de Harvard sont parmi les plus anciennes du pays.

### Architecture
Plusieurs bâtiments du campus sont classés comme patrimoine historique (National Historic Landmark) :
- Massachusetts Hall : le plus ancien bâtiment de Harvard encore en place, il a été construit en 1720[87], il abrite aujourd'hui les bureaux des administrateurs de l'université, parmi lesquels son président ;
- Memorial Hall, construit en 1878, possède des vitraux des ateliers Tiffany et La Farge. Il abrite le Sanders Théâtre ;
- Sever Hall : cet édifice néoroman a été édifié par Henry Hobson Richardson en 1880 ;
- University Hall : a été construit en 1815 sur les plans de l'architecte Charles Bulfinch[87] à qui l'on doit d'autres bâtiments célèbres de Boston comme la Massachusetts State House ou le Faneuil Hall. Les bureaux du doyen de la faculté des Arts et Sciences et de celui du Harvard College s'y trouvent actuellement.

La Wadsworth House date de 1726. Elle a abrité le quartier général de George Washington pendant la guerre d'indépendance américaine. La bibliothèque Widener (Widener Memorial Library) a été érigée en 1913-1915, grâce au don d'Eleanor Elkins Widener en mémoire de son fils, ancien étudiant de Harvard et mort sur le Titanic. La Memorial Church, construite en 1932, est toujours en service et propose des offices tous les dimanches. Le Carpenter Center for the Visual Arts, sur le campus de Harvard, est le seul bâtiment dessiné par Le Corbusier aux États-Unis (1961-1963). Le Science Center est un complexe terminé en 1972 selon les plans de Josep Lluís Sert.

### Sports

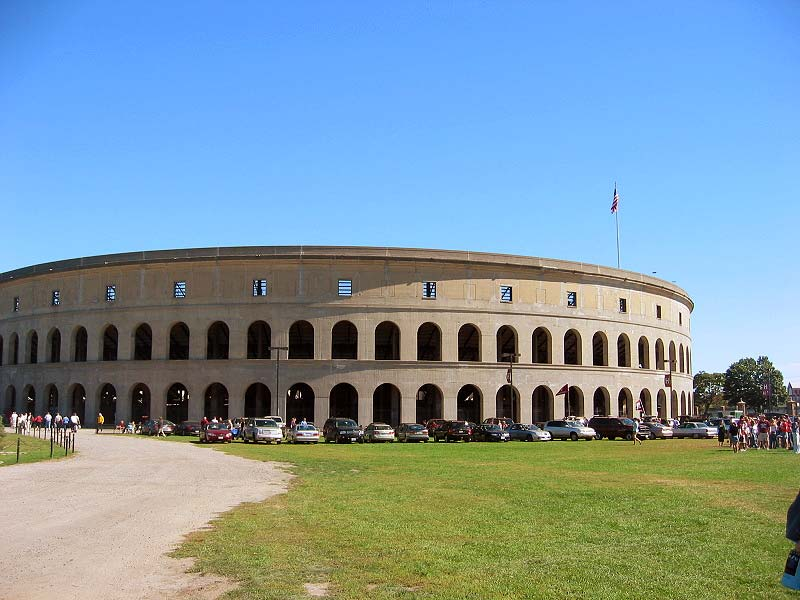
Harvard Stadium.

Harvard dispose de plusieurs installations sportives comme le Lavietes Pavilion, une salle multisports où jouent notamment les équipes de basket de l'université. Le Malkin Athletic Center ou « MAC » comprend une piscine olympique ainsi qu'un bassin plus petit pour d'autres activités, une piste de cyclisme, des salles pour jouer au basket, etc. C'est également au MAC que jouent les équipes de volley-ball, d'escrime et de lutte. Les entraîneurs y ont en outre leurs bureaux. Le Bright Hockey Center est utilisé par les équipes de hockey sur glace et le Murr Center sert aux joueurs de tennis et de squash.
En 2006, il y avait 41 équipes de sport en Division I de sports universitaires, plus que dans tout autre université du pays. Comme les autres établissements appartenant à l'Ivy League, Harvard ne décerne pas de bourses de sport universitaire.
En sport, Harvard est la rivale de l'université Yale : le moment clé de cette rivalité intervient chaque automne lors du match de football américain, qui a lieu depuis 1875, et qui est tout simplement connu sous l'expression « The Game » (« LA Partie »). La victoire de Yale en 2006 a mis fin à cinq années consécutives de suprématie de Harvard. La tradition du football américain est ancienne à Harvard. L'un des tout premiers matches eut lieu le 4 juin 1875 contre l'université Tufts. Le Harvard Stadium où se déroulent les rencontres de football américain fut construit en 1903.
La rivalité entre Yale et Harvard se manifeste aussi dans une course d'aviron qui a lieu sur la Thames River dans le Connecticut au mois de juin.
Aujourd'hui, les équipes sportives de Harvard sont parmi les meilleures du pays, surtout en hockey sur glace (avec une grande rivalité avec Cornell), en squash, ou en escrime, ainsi qu'en Football Américain. Harvard remporta aussi les championnats interuniversitaires de voile en 2003.

### Organisations étudiantes

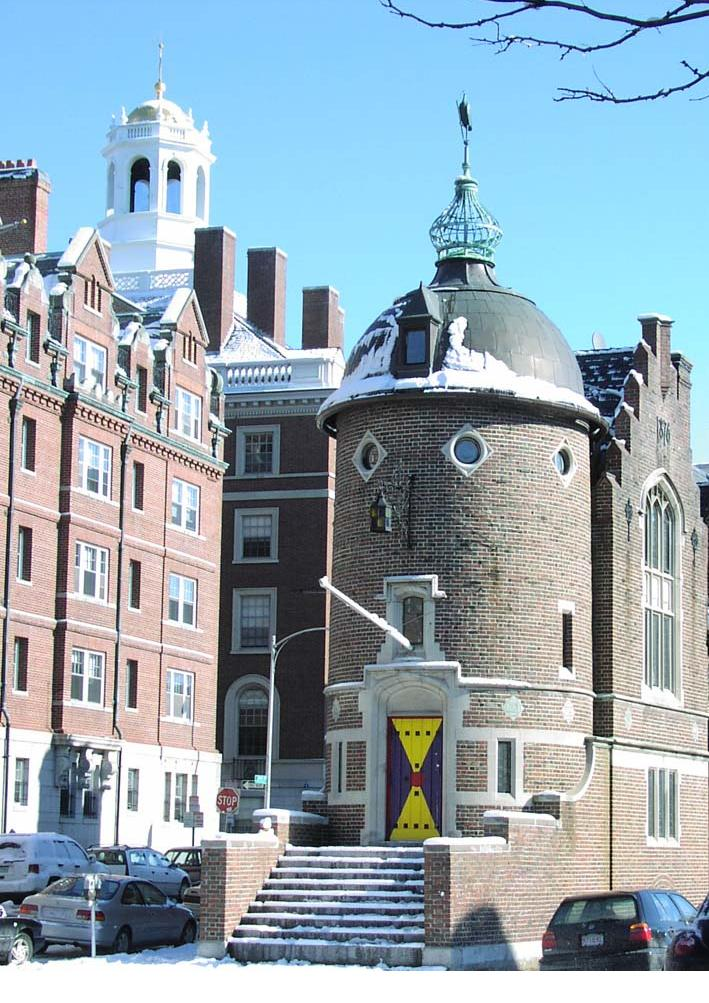
« Château » du Lampoon.

Les premières associations étudiantes remontent au XVIIIe siècle : en 1719, la Society of Young Students se rassemblait déjà pour honorer Dieu.
- The Harvard Crimson est l'un des journaux d'informations les plus anciens des États-Unis d'Amérique. Fondé en 1873, il compta parmi ses rédacteurs deux présidents des États-Unis, John F. Kennedy et Franklin D. Roosevelt. Le Crimson est aujourd'hui quotidien.
- The Harvard Independent (en), un autre journal, hebdomadaire, qui se propose comme une solution alternative au Crimson. L’Independant, fondé en 1971, se considère comme plus conservateur que le Crimson.
- Le Harvard Lampoon, une organisation humoristique fondée en 1876, et qui publie ses magazines cinq fois par an. Grand rival du Crimson, le Lampoon était au départ modelé sur un périodique britannique très satirique, le Punch. C'est aujourd'hui le deuxième magazine humoristique du monde, après le Yale Record (en) (périodique fondé par des étudiants de Yale). Parmi ses présidents, on compte Conan O'Brien. Le National Lampoon fut fondé en 1970 par d'anciens rédacteurs du Harvard Lampoon.
- Dans le domaine sportif, les Crimson d'Harvard représentent l'université.
- La Signet Society est l'un des clubs les plus anciens et les plus prestigieux d'Harvard.

## Présidents de Harvard
| N° | Portrait | Nom                          | Période de mandat                                | Observations                                         |
| -- | -------- | ---------------------------- | ------------------------------------------------ | ---------------------------------------------------- |
| -  |          | Nathaniel Eaton (en)         | 1637-1639                                        | Titre : schoolmaster du Harvard College              |
| 1  |          | Henry Dunster (en)           | 1640-1654                                        |                                                      |
| 2  |          | Charles Chauncy              | 1654-1672                                        |                                                      |
| 3  |          | Leonard Hoar (en)            | 1672-1675                                        |                                                      |
| 4  |          | Urian Oakes (en)             | 1675-1680 (intérim) 1680-1681                    |                                                      |
| 5  |          | John Rogers (en)             | 1682-1684                                        |                                                      |
| 6  |          | Increase Mather              | 1685-1686 (intérim) 1686-1692 (rector) 1692-1701 |                                                      |
| -  |          | Samuel Willard (en)          | 1701-1707 (intérim)                              |                                                      |
| 7  |          | John Leverett (en)           | 1708-1724                                        |                                                      |
| 8  |          | Benjamin Wadsworth (en)      | 1725-1737                                        |                                                      |
| 9  |          | Edward Holyoke (en)          | 1737-1769                                        |                                                      |
| 10 |          | Samuel Locke (en)            | 1770-1773                                        |                                                      |
| 11 |          | Samuel Langdon (en)          | 1774-1780                                        |                                                      |
| 12 |          | Joseph Willard               | 1781-1804                                        |                                                      |
| -  |          | Eliphalet Pearson (en)       | 1804-1806 (intérim)                              |                                                      |
| 13 |          | Samuel Webber (en)           | 1806-1810                                        |                                                      |
| 14 |          | John Thornton Kirkland (en)  | 1810-1828                                        |                                                      |
| 15 |          | Josiah Quincy (en)           | 1829-1845                                        |                                                      |
| 16 |          | Edward Everett               | 1846-1848                                        |                                                      |
| 17 |          | Jared Sparks                 | 1849-1853                                        |                                                      |
| 18 |          | James Walker (en)            | 1853-1860                                        |                                                      |
| 19 |          | Cornelius Conway Felton (en) | 1860-1862                                        |                                                      |
| 20 |          | Thomas Hill (en)             | 1862-1868                                        |                                                      |
| 21 |          | Charles William Eliot (en)   | 1869-1909                                        | Durée de mandat la plus longue (env. quarante ans)   |
| 22 |          | Abbott Lawrence Lowell       | 1909-1933                                        |                                                      |
| 23 |          | James Bryant Conant          | 1933-1953                                        |                                                      |
| 24 |          | Nathan Pusey (en)            | 1953-1971                                        |                                                      |
| 25 |          | Derek Bok                    | 1971-1991 2006-2007 (intérim)                    |                                                      |
| 26 |          | Neil Rudenstine (en)         | 1991-2001                                        |                                                      |
| 27 |          | Lawrence Summers             | 2001-2006                                        |                                                      |
| 28 |          | Drew Gilpin Faust            | 2007-2018                                        | Première femme à ce poste                            |
| 29 |          | Lawrence Bacow               | 2018-2023                                        | [ 90 ]                                               |
| 30 |          | Claudine Gay                 | 2023-2024                                        | Seconde femme et première Afro-Américaine à ce poste |
| 31 |          | Alan Garber                  | Depuis 2024                                      | président par intérim puis en titre                  |

## Personnalités liées à l'université

### Professeurs
- John Ashbery, poète ;
- Angana P. Chatterji, membre du centre Carr ;
- Ryuichi Abe, professeur de religions japonaises ;
- Kalwant Bhopal, professeure invitée ;
- G. W. Pierce, physicien ;
- George Minot, professeur de médecine ;
- Laura Nader, professeure d'anthropologie invitée ;
- Henry Jacob Bigelow, professeur en chirurgie ;
- Archibald MacLeish, professeur de littérature ;
- Cassandra Extavour, professeure titulaire de biologie cellulaire et moléculaire[92].

### Étudiants

#### Présidents
- John Adams, ancien président des États-Unis.
- George W. Bush, ancien président des États-Unis.
- John Quincy Adams, ancien président des États-Unis.
- Felipe Calderón, ancien président du Mexique.
- José María Figueres Olsen, ancien président du Costa Rica.
- Rutherford B. Hayes, ancien président des États-Unis.
- John Fitzgerald Kennedy, ancien président des États-Unis.
- Ma Ying-jeou, ancien président de la république de Chine.
- Miguel de la Madrid, ancien président du Mexique.
- Barack Obama, ancien président des États-Unis.
- Sebastián Piñera, ancien président du Chili.
- Theodore Roosevelt, ancien président des États-Unis.
- Franklin Delano Roosevelt, ancien président des États-Unis.
- Carlos Salinas de Gortari, ancien président du Mexique.
- Juan Manuel Santos, ancien président de la Colombie.
- Alejandro Toledo, ancien président du Pérou.

#### Personnalités politiques
- Hafsat Abiola, activiste nigériane pour les droits civiques.
- John Hancock, ancien gouverneur du Massachusetts.
- David Johnston, gouverneur général du Canada.
- William Lyon Mackenzie King, ancien Premier ministre du Canada.
- Rachel Mayanja, conseillère spéciale du secrétaire général des Nations unies pour les questions de genre et la promotion de la femme.
- Fan Noli, ancien Premier ministre d'Albanie.
- Pierre Elliott Trudeau, ancien Premier ministre du Canada.
- Janet Whitaker, femme politique britannique.

#### Royauté
- Frederik X, roi du Danemark.
- Masako Owada, impératrice consort du Japon.

#### Personnalité du monde des affaires
- Brian Dyson, ancien directeur général de la société Coca-Cola
- Safra A. Catz, directrice d'Oracle.
- Bill Gates, fondateur de Microsoft.
- Jack Hirshleifer, économiste américain.
- Amy Hood, personnalité de Microsoft.
- Nonny de la Peña, entrepreneuse américaine.
- Jeffrey Skilling, ancien PDG d'Enron.
- Mark Zuckerberg : PDG de Facebook[93].

#### Artistes
- Constance Adams, architecte américaine.
- Renata Adler, journaliste américaine.
- Darren Aronofsky, cinéaste américain.
- George Bancroft, écrivain, historien diplomate américain.
- William S. Burroughs, écrivain américain.
- E. E. Cummings, poète américain.
- T. S. Eliot, poète et dramaturge américain.
- Ralph Waldo Emerson, philosophe américain.
- Winifred Hyson, compositrice et professeure de musique américaine.
- Tommy Lee Jones, acteur et réalisateur américain.
- Rashida Jones, actrice américaine.
- Abel Maeeropol, auteur compositeur américain.
- Terrence Malick, réalisateur américain.
- Liz Murray, oratrice américaine, connue pour avoir été admise à l'université alors qu'elle était sans-abri.
- Conan O'Brien, humoriste américain.
- Frank O'Hara, poète américain.
- Natalie Portman, actrice et productrice américaine.
- Jennifer Rubell, écrivaine américaine.
- Tracy K. Smith, poète, anthologiste et universitaire américaine.
- Wallace Stevens, poète américain.
- Bitsie Tulloch, actrice américaine.
- Jones Very, poète et essayiste américain.
- Erinn Westbrook, actrice, chanteuse et mannequin américaine.
- Tanya Selvaratnam, écrivaine et productrice de films.

#### Scientifiques
- Dennis Ritchie, concepteur du langage C.
- Rana Dajani, biologiste jordanienne.
- Noam Elkies, mathématicien américain.
- Lorella Jones, physicienne américaine.
- Victoria Lundblad, généticienne américaine.
- George Minot, médecin lauréat d'un prix Nobel de physiologie ou médecine
- Yuhyun Park, chercheuse sud-coréenne.
- Henry Jacob Bigelow, chirurgien et professeur.

#### Universitaires
- Carter G. Woodson, historien
- John Hope Franklin, historien.
- Fatima Sadiqi, linguistique et études de genres.
- Muzafer Şerif, psychologue social turc.
- Françoise Mirguet, historienne et archiviste.

#### Personnalités juridiques
- Danny Julian Boggs, juriste américain, juge senior à la Cour d'appel des États-Unis pour le sixième circuit.
- Ketanji Brown Jackson, juge américaine, proposée par le président Joe Biden comme membre de la Cour Suprême.

### Photographies

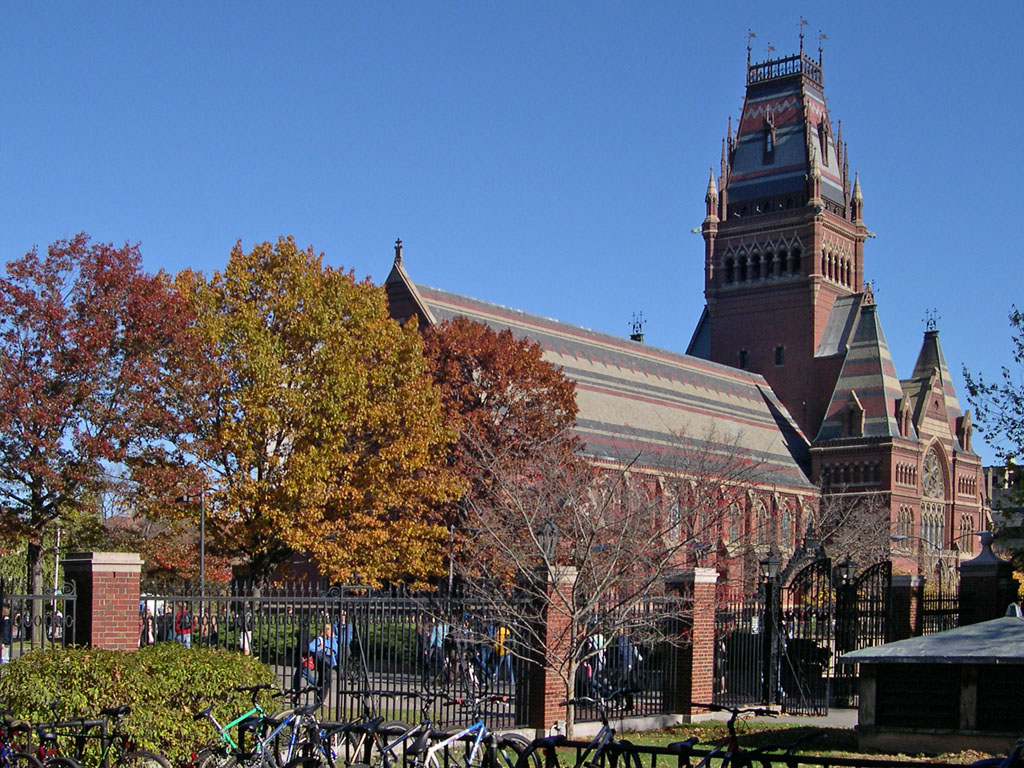
Le Memorial Hall.
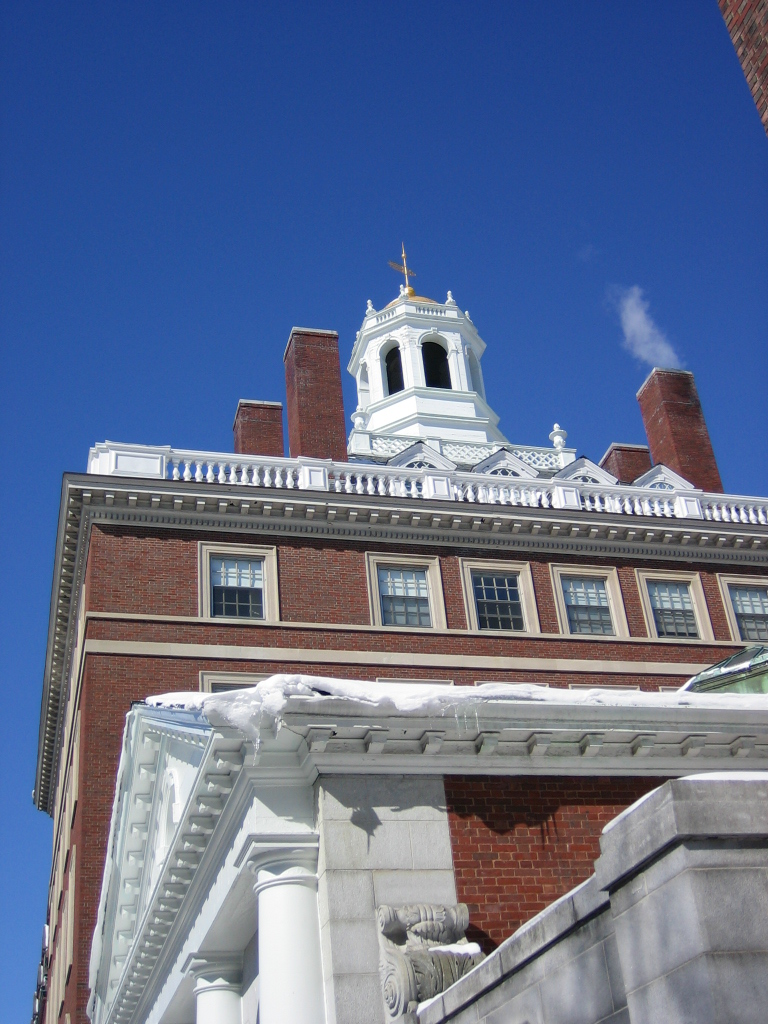
Harvard Square.
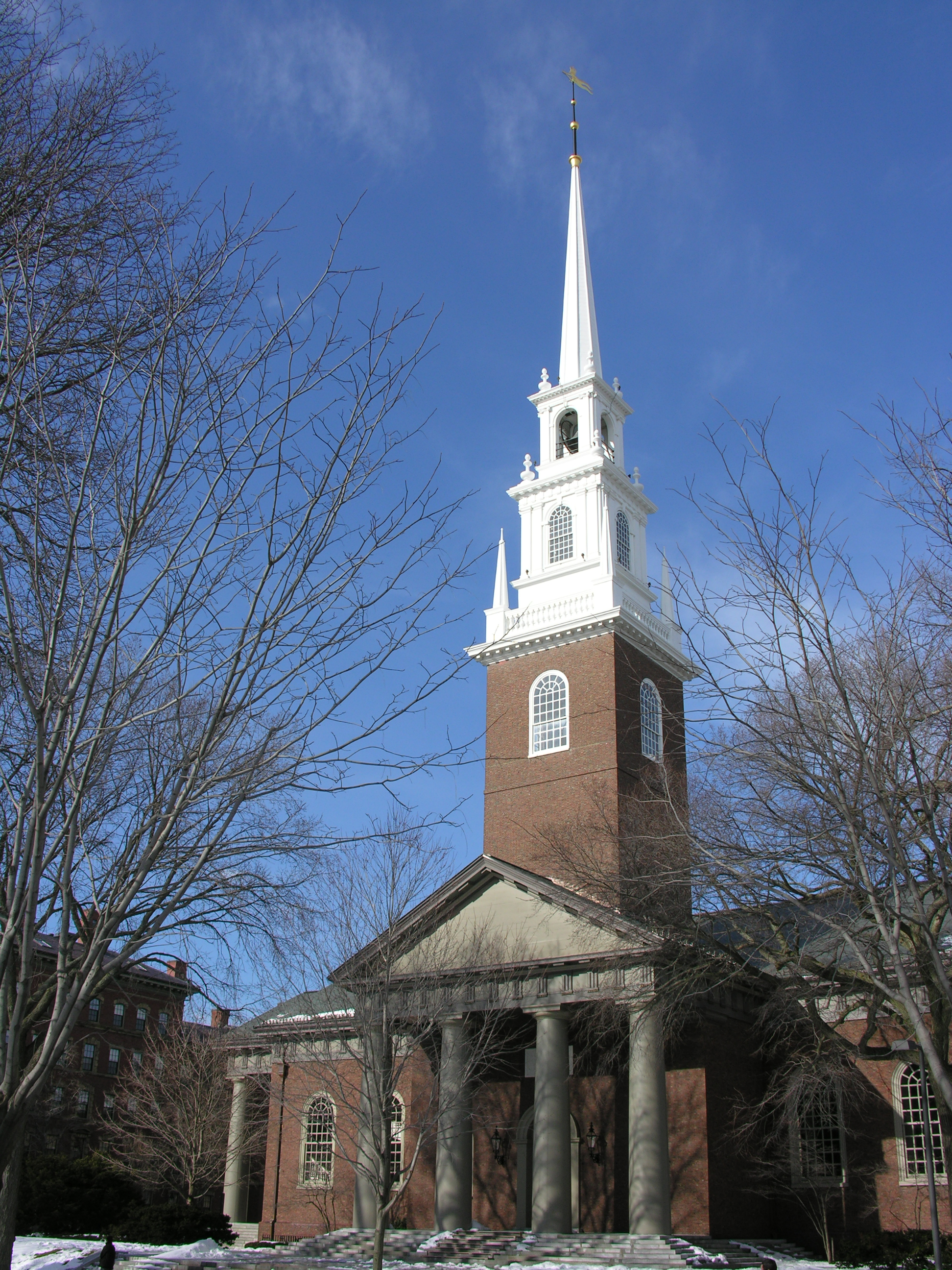
Harvard Memorial Church.
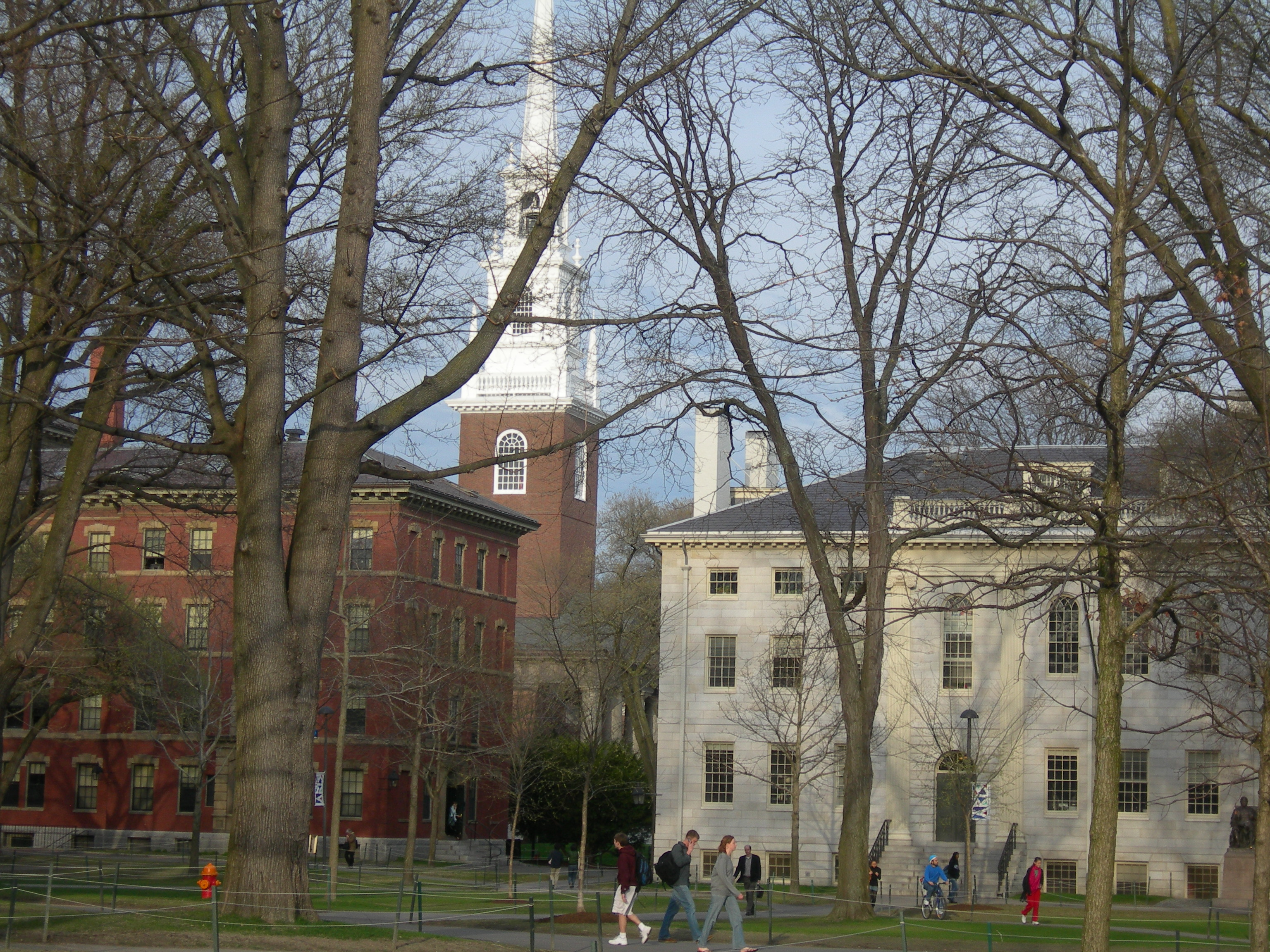
Harvard Yard.

## Dans la fiction

### Littérature
Liste non-exhaustive des apparitions de l’Université d’Harvard dans la littérature :
- 1929: Le Bruit et la Fureur de William Faulkner dépeint dans sa seconde partie la mélancolie de Quentin Compson, un étudiant de Harvard.
- 1935 : Le Temps et le Fleuve (Of Time and the River) de Thomas Wolfe est une autobiographie de fiction qui inclut une jeunesse imaginaire à Harvard.
- 1936: Absalon, Absalon ! de William Faulkner est pour l'essentiel raconté en flashback par Quentin Compson à son colocataire de Harvard.
- 1937: Feu Georges Apley (The Late George Apley) de John P. Marquand, Prix Pulitzer 1938 du roman, dépeint à travers les échanges épistolaires de son personnage principal le conformisme des étudiants WASP de Harvard.
- 1971: L'Ami retrouvé de Fred Uhlman raconte le parcours de Hans Schwarz, un jeune juif allemand qui, pour échapper aux nazisme, se rend aux États-Unis et poursuit ses études de droit à Harvard.
- 2000: Anges et démons de Dan Brown et ses suites : Da Vinci Code (2003), Le Symbole perdu (2009), Inferno (2013) et Origine (2017), mettent en scène Robert Langdon, professeur de symbologie et d'iconologie religieuse à Harvard.
- 2011: Micro, de Michael Crichton et Richard Preston, met en scène sept brillants étudiants de Harvard qui se retrouvent cobayes de l'expériences d'un scientifique, miniaturisés puis livrés à eux-mêmes dans la forêt tropicale hawaïenne.
- 2021: Les Fantômes de Harvard de Francesca Serritella relate l'enquête de Cadence Archer, étudiante à Harvard, qui cherche à savoir pourquoi son frère aîné s'y est suicidé l'année précédente.
- 2022: Moi, Omega de Erwan Barillot débute à Harvard où Ian Ginsberg, un étudiant, découvre Teilhard de Chardin et fonde son réseau social qui sera l'amorce de la Noosphère et du Point Omega.

### Cinéma

#### Films tournés à l'université Harvard
- 1970 : Love Story, d'Arthur Hiller.
- 2007 : The Great Debaters, de Denzel Washington, premier tournage autorisé sur le campus depuis 1979[94].

#### Films dont l'action se situe à l'université Harvard
- 1973 : La Chasse aux diplômes (The Paper Chase), de James Bridges.
- 1980 : Un petit cercle d'amis (A Small Circle of Friends), de Rob Cohen.
- 1986 : Soul Man, de Steve Miner.
- 2001 : Harvard Story (Harvard Man), de James Toback.
- 2001 : How High, de Jesse Dylan.
- 2001 : La Revanche d'une blonde (Legally Blonde), de Robert Luketic.
- 2010 : The Social Network, de David Fincher.

#### Films et séries dont une partie de l'action se situe à l'université Harvard
- 2005 : Hooligans, de Lexi Alexander.
- 2008 : Las Vegas 21, de Robert Luketic.
- 2008-2013 : Fringe, de J. J. Abrams, Alex Kurtzman et Roberto Orci.
- 2011 : Suits, avocats sur mesure.